# Olea (boom)
Olea is een plantengeslacht van ongeveer twintig  soorten uit de olijffamilie. Het geslacht komt voor in gematigd-warme gebieden en tropische gebieden van Zuid-Europa, Afrika, Zuidelijk Azië en Australazië. 
Het zijn groenblijvende bomen en struiken, met kleine, overstaande, ongedeelde bladeren. De vrucht is een steenvrucht.
Voor mensen is de belangrijkste soort de olijf (Olea europaea), die voorkomt in het mediterrane gebied. 
Olea paniculata is een grotere boom, die een hoogte van 15-18 meter kan bereiken. Deze boom komt voor in de bossen van Queensland en levert een hard en stevig soort hout. Het nog hardere hout van de Olea laurifolia, die voorkomt in KwaZoeloe-Natal, is van belang in Zuid-Afrika. 
Olea-soorten worden gegeten door de larven van sommige Lepidoptera-soorten, waaronder de zwartkamdwergspanner.
Lijst van soorten (niet compleet)
- Olea brachiata
- Olea capensis , synoniem: Olea laurifolia, Olea undulata (zwart ijzerhout)
- Olea caudatilimba
- Olea chryssophylla, een wilde olijf uit Azië en Afrika
- Olea europaea (olijfboom)
- Olea exasperata
- Olea guangxiensis
- Olea hainanensis
- Olea laxiflora
- Olea neriifolia
- Olea oleaster, een wilde olijf waarvan de wortelstok van de cultivar 'Olivastro' wordt gebruikt om de bekende olijf op te enten.
- Olea paniculata
- Olea parvilimba
- Olea rosea
- Olea salicifolia
- Olea sylvestris, soms gebruikt als wortelstok om de commerciële olijfbomen op te enten.
- Olea tetragonoclada
- Olea tsoongii
- Olea undulata
- Olea woodiana

... · 
Forsythia · 
Fraxinus (Es) · 
Jasminum (Jasmijn) · 
Ligustrum (Liguster) · 
Nyctanthes · 
Olea · 
Osmanthus · 
Picconia · 
Syringa · 
...